# Miguel Ángel Corona
Miguel Ángel García Pérez-Roldán (Talavera de la Reina, Toledo, Espanha, 12 de fevereiro de 1981), mais conhecido como Corona, é um futebolista espanhol, que atua como meia, e atualmente joga pelo Almería.

## Carreira
Corona foi formado nas categorias de base do Real Madrid, onde permaneceu nos times inferiores até 2001, quando foi contratado pelo Zaragoza. Seu contrato com o Zaragoza teve validade até 2007, no entanto, ele jogou no clube apenas até 2004, quando foi emprestado ao Poli Ejido.
Em 2006, um novo empréstimo, desta vez para o Albacete, onde jogou apenas 13 partidas. Voltou ao Zaragoza, onde foi novamente emprestado, desta vez ao Almería.
No Almería, se tornou um importante jogador, conquistando a promoção para a Primeira divisão do Campeonato Espanhol e foi contratado em definitivo e é constantemente titular da equipe.
Em janeiro de 2011, Corona marcou um dos gols mais importantes de sua carreira e da história do Almería, na vitória por 3 a 2 diante do Deportivo La Coruña, levando o clube pela primeira vez às semifinais da Copa do Rei.

## Títulos

### Espanha Sub-16
- Campeonato Europeu de Futebol Sub-17: 1997

### Zaragoza
- Copa do Rei: 2003-04